# Beto (Monarquia Lusitana)
Beto sucede a Tago e faz parte da lista de reis lendários mencionados por vários autores portugueses e espanhóis, entre o Séc. XVI e XVIII, por exemplo, Florián de Ocampo ou Bernardo de Brito.
Bernardo de Brito atribui-lhe um período exacto (1825 a.C. - 1795 a.C.). O seu nome foi associado à Bética e ao Rio Guadalquivir, antes chamado Betis.

É descrito no Capítulo 8 da Monarchia Lusytana:
Do rei Beto, sexto rei de Espanha, e do que sucedeu em seu tempo em Lusitania.